# Hit Sale
Pour la chanson de Therapie Taxi, voir Hit Sale (chanson).
Albums de Therapie Taxi
Cadavre exquis
(2019)
Singles
1. Coma idyllique
Sortie : mars 2017
2. Salop(e)
3. Hit Sale
Sortie : novembre 2017
4. PVP
Sortie : avril 2018

Hit Sale est le premier album studio du groupe Therapie Taxi sorti en février 2018. La chanson Hit Sale en est extraite comme single.

## Pistes
Toutes les chansons sont écrites et composées par Raphaël Faget-Zaoui, Adélaide Chabannes de Balsac, Rono Bizarre et Félix Gros.
| 1.  | Hit Sale (featuring Roméo Elvis) | Roméo Elvis | 3:04 |
| 2.  | J'en ai marre                    |             | 3:20 |
| 3.  | Cadence                          |             | 2:55 |
| 4.  | Marlboro Bled                    |             | 3:11 |
| 5.  | Coma idyllique                   |             | 3:05 |
| 6.  | PVP                              |             | 3:24 |
| 7.  | Transatlantique                  |             | 2:30 |
| 8.  | Salop(e)                         |             | 3:56 |
| 9.  | La Proue                         |             | 4:08 |
| 10. | Superstar                        |             | 2:38 |
| 11. | Crystal Memphis                  |             | 3:46 |
| 12. | Cri des loups                    |             | 3:37 |
| 13. | Zarba                            |             | 3:44 |
| 14. | Anti Hit Sale                    |             | 3:29 |

| 1.  | Chula                         | 3:48 |
| 2.  | Coma idyllique (Yuksek Remix) | 4:02 |
| 3.  | Avec ta zouz                  | 3:20 |
| 4.  | BB la nuit                    | 3:11 |
| 5.  | Bisous tendres                | 4:23 |
| 6.  | Parallèle                     | 3:16 |
| 7.  | Pigalle (Contrafaçon Remix)   | 3:52 |
| 8.  | Speed                         | 4:01 |
| 9.  | Priki                         | 3:20 |
| 10. | Blasphème                     | 4:02 |
| 11. | Hit Sale (feat. Roméo Elvis)  | 3:03 |
| 12. | J'en ai marre                 | 3:20 |
| 13. | Cadence                       | 2:55 |
| 14. | Malboro Bled                  | 3:12 |
| 15. | Coma idyllique                | 3:04 |
| 16. | PVP                           | 3:24 |
| 17. | Transatlantique               | 2:30 |
| 18. | Salop(e)                      | 3:56 |
| 19. | La proue                      | 4:08 |
| 20. | Superstar                     | 2:38 |
| 21. | Crystal Memphis               | 3:51 |
| 22. | Cri des loups                 | 3:41 |
| 23. | Zarba                         | 3:45 |
| 24. | Anti Hit Sale                 | 3:28 |

## Classements
| Classement (2017-19)         | Meilleure position |
| ---------------------------- | ------------------ |
| Belgique (Wallonie Ultratop) | 27                 |
| France (SNEP Megafusion)     | 23                 |

## Certification
| Région                                                                                                 | Certification | Ventes/Streams           |
| --- | ------------- | ------------------------ |
| France (SNEP)                                                                                          | 3 × Platine   | 300 000 équivalent vente |
| *Ventes selon la certification ^Mise en rayon selon la certification xNon précisé par la certification |               |                          |